# Пилигрим фон Пуххайм
Пилигрим фон Пуххайм нем. Pilgrim von Puchheim) (р. около 1330 г. — ум. 5 апреля 1396 года) — князь-архиепископ Зальцбурга с 1365 по 1396 год, администратор Берхтесгаденского пробства с 1393 по 1396 год. Покровитель литературы и искусств, при его дворе жил и работал Зальцбургский монах.

## Биография
Пилигрим происходит из семьи австрийских сеньоров Пуххайм, у которых был свой замок недалеко от Атнанга в Верхней Австрии.
Впервые упоминается в 1353 году как каноник Зальцбургского собора. Год спустя приехал в Авиньон, где получил образование. В 1363 году был назначен папским капелланом.
После смерти архиепископа Зальцбургского Ортольфа вон Вайсенека в 1365 году его пост был вакантным один месяц из-за борьбы австрийской и баварской партии в архиепископстве. С избранием Пилигрима австрийский лагерь в конечном итоге взял верх, хотя позже он быстро вышел из под влияния южного соседа и проводил независимую политику.
Ещё в 1366 году Пилигрим заключил перемирие с герцогством Бавария, которое продлевалось дважды. 6 марта 1371 года заключил Лауфенский союз с Баварией, тем самым выйдя из заключённого в 1367 году союза с австрийским эрцгерцогом. В последующем конфликте между баварским герцогом и императором Карлом IV из-за Бранденбургского маркграфства Пилигрим выставил в помощь герцогу отряд в 200 всадников. После заключения Фюрстенвальдеского договора Пилигрим снова стал союзником императора.
Из-за больших залежей соли Пилигрим пытался захватить тогдашние императорские монастыри Берхтесгаден и Райхенхалль. Он сверг берхтесгаденского ректора Ульриха Вульпа и назначил доверенное лицо Зигхарда Уоллера, после чего начался двухлетний период раскола. В последующей войне с баварцами Зальцбург при поддержке Австрии остался победителем, власть над пробством продлилась с 1393 по 1404 год.
Во время городской войны герцог Верхней Баварии Фридрих 27 ноября 1387 года взял в плен архиепископа в Райтенхаслахе. Став пленником в Бургхаузене, священнослужитель ради выхода на свободу расторг договор со Швабским союзом городов. Лишь в 1389 году было заключено перемирие с герцогами.
В ходе начавшегося в 1378 году Великого западного раскола между папой Григорием XI и антипапой Климентом VII сделал ставку на сохранение хорошим отношений с последним, в то время как его каноники и придворные в значительной степени поддерживали Рим.
В 1381 году от императора получил privilegium de non evocando, подтвердивший статус князя Священной Римской империи и завершивший оформление светской власти зальцбургского архиепископа.
Умер 5 апреля 1396 года в Зальцбурге и был похоронен в Зальцбургском соборе в построенной им паломнической часовне.

### Покровительство искусству
Зальцбургский монах по приказу архиепископа написал две песни. В одном фрагменте строки образуют акростих, который гласит: «Pylgreim Erczpischof Legat». В песне 1387 года упоминается визит священнослужителя ко двору короля Чехии Вацлава IV, его путешествия также описаны в песне 1392 года. Монах также прославил капеллана Рихеруса фон Радштадта.
В 1393 году Пилигрим основал первое хоровое капелланство для паломнической часовни Зальцбургского собора, чтобы развивать новую технику полифонического пения. Было выделено владеющих музыкальной грамотой шесть капелланов, к каждому из которых добавили по студенту по вокалу старше 16 лет.